# Christian Ier von Buch
Pour les articles homonymes, voir Christian Ier.
Christian Ier von Buch ou Chrétien de Bûche (vers 1130 - 23 août 1183 à Tusculum) a été archevêque de Mayence.

## Biographie
Christian Ier von Buch était issu des comtes de Bûche et de Beichlingen, en Thuringe. Il fit son éducation à Mayence sous la protection du landgrave Louis II de Thuringe.
Le meurtre de l'archevêque Arnoult de Mayence en 1160 entraîna la mise au ban de la ville de Mayence. Plusieurs chanoines réfugiés à Francfort élurent le comte palatin Raoul de Zähringen comme nouvel archevêque, mais bientôt une autre faction du chapitre de Mayence se prononça en faveur de Christian de Bûche. C'est alors que l'empereur Frédéric convoqua le  synode de Lodi, où il obtint de l'antipape Victor IV la destitution des deux prélats et l'élection de Conrad Ier de Wittelsbach au trône épiscopal de Mayence le 20 juin 1161. Mais quelques années plus tard, Conrad Ier refusait de soutenir Barberousse, et lorsqu'en 1166 on apprit en Allemagne sa promotion au cardinalat et à l'évêché de Sabine, l'empereur sollicita derechef Christian pour prendre la tête de l'archevêché de Mayence à la place du renégat Conrad. Christian était alors chancelier de l'empereur, comme l'atteste Romuald de Salerne, et prévôt de l'église de Mersebourg, suivant le chroniqueur de Lauterberg. Il embrassa le schisme que Frédéric Barberousse avait excité, et fut de l'ambassade, aussi pompeuse qu'inutile, qu'il envoya en 1167 au roi d'Angleterre pour l'engager dans le même parti. À son retour, il alla joindre Barberousse en Italie et y fit preuve de valeur en plus d'une occasion : ainsi, Acerbus Morena rapporte que pendant le siège d'Ancone, auquel Frédéric était occupé, Christian et l’archevêque Renaud de Cologne, à la tête de 1 000 chevaliers, furent attaqués près de Tusculum par 15 000 à 20 000 Romains, contre lesquels ils se défendirent si vaillamment qu'ils en tuèrent ou blessèrent 12 000, et mirent le reste en fuite. Christian revint en Allemagne avec l'empereur en 1168. Il était à Mayence au printemps de cette année, comme le prouve une charte du 19 mars, par laquelle il confirmait une donation faite par Grodelinde, dame pieuse, à l’abbaye Saint-Alban devant Mayence.
Déjà archichancelier de l'empire, l'antipape Calixte III le nomma légat. Envoyé de nouveau, en 1169 en Italie, il y fut occupé cinq mois de suite à faire la guerre, et la fit avec succès. Il paraît néanmoins que, durant le cours de cette expédition, il fit quelque apparition en Allemagne ou dans les Pays-Bas, puisqu'on le voit parmi les souscripteurs d'un diplôme donné par Frédéric, le 29 septembre 1171, à Liège.
Frédéric, voulant rendre la paix à l'église, en faisant la sienne avec Alexandre III lui députa en 1176 les archevêques de Mayence, de Cologne, de Magdebourg, et quelques autres prélats, pour lui faire les premières ouvertures d'une réconciliation. L'année suivante, toutes les difficultés étant aplanies et les préliminaires de la paix arrêtés, Alexandre les fit jurer, le 21 juillet, par ces députés; et, trois jours après, il obligea Christian à renoncer au parti qu'il avait suivi jusqu'alors, lui donna solennellement l'absolution, et, après lui avoir fait brûler le pallium qu'il avait reçu de l'antipape, il lui en fit remettre un autre des mains du cardinal Hyacinthe. Christian assista ensuite au concile qu'Alexandre tint, le 14 août 1177, à Venise, pour cimenter la paix qui venait d'être faite. De là il reconduisit le pape à Rome, avec d'autres prélats que l'empereur nomma pour lui faire honneur. Christian était encore en cette ville au mois de mars 1179, lorsqu'Alexandre y célébra le concile général de Latran, dans lequel cet archevêque prit séance et eut un rang distingué. En s'en retournant la même année, il donna dans une embuscade de Conrad de Montferrat qui le retint prisonnier et après deux ans de captivité lui extorqua une énorme rançon (1181). Le Febvre de Saint-Marc observe qu'on ne comprend pas comment Conrad, fils du marquis Guillaume, ami particulier de l'empereur Frédéric, osa traiter si mal un archevêque, premier ministre de ce prince, et cela dans le temps qu'il faisait la guerre pour l'église romaine.
On revoit encore Christian, l'année suivante, en Italie, à la tête des troupes impériales, occupé à venger le pape Lucius III des insultes des Romains, et à réprimer leur acharnement contre Tusculum, dont ils avaient conjuré la ruine. N'ayant pu les rencontrer devant cette place, dont ils avaient abandonné le siège à son approche, il vint dévaster la région de Rome. Une maladie mortelle l'arrêta dans le cours de cette expédition. S'étant fait porter à Tusculum, il y reçut la visite du pape Lucius, qui lui administra les derniers sacrements, après quoi il mourut le 20 août 1183.